# Willy Jandrey
Willy Jandrey (ur. 5 marca 1877 w Klein Raddow, powiat Regenwalde; zm. 3 marca 1945 w Külz, powiat Naugard) – niemiecki rolnik, poseł i polityk (DNVP i NSDAP).

## Życiorys
Po ukończeniu szkoły średniej w wieku 15 lat Jandrey, uczęszczał do szkoły rolniczej w Schivelbein do 1895 roku. Następnie pracował w gospodarstwie swojego ojca, które później przejął. Służył w I wojnie światowej jako porucznik. Po rewolucji listopadowej był członkiem wewnętrznego komitetu rad chłopskich i robotniczych w powiecie Regenwalde w prowincji Pomorze. Pełnił funkcję w zarządach wykonawczych i nadzorczych różnych spółdzielni rolniczych. Od 1905 roku Jandrey był członkiem rady wiejskiej Klein Raddow i rady powiatu Regenwalde. W latach 1919/20 był członkiem Zgromadzenia Narodowego Weimaru. Następnie do 1930 roku był posłem do Reichstagu. 1 grudnia 1931 roku wstąpił do partii nazistowskiej (numer członkowski 786 076). W 1933 roku został wybrany do Sejmu Prowincjonalnego Pomorza, który ostatecznie został rozwiązany w tym samym roku, a także do rady powiatowej i komitetu powiatowego w powiecie Regenwalde. W 1935 roku został powiatowym przywódcą rolników.

## Literatura
- Biografie von Willy Jandrey. In: Heinrich Best, Wilhelm H. Schröder: Datenbank der Abgeordneten in der Nationalversammlung und den deutschen Reichstagen 1919–1933 (Biorab–Weimar).